# Reuben et Rose Mattus
 (mai 2015).
Si vous disposez d'ouvrages ou d'articles de référence ou si vous connaissez des sites web de qualité traitant du thème abordé ici, merci de compléter l'article en donnant les références utiles à sa vérifiabilité et en les liant à la section « Notes et références ».
Reuben et Rose Mattus sont les fondateurs de la société Häagen-Dazs.

## Biographie
Orphelin de père à la suite de la Première Guerre mondiale, Reuben Mattus quitte la Pologne avec sa mère, Léa, et émigre aux États-Unis en 1921. Sa mère tient un commerce de glaces à New York et Reuben est chargé des livraisons. A 8 ans, il traverse avec sa carriole à cheval les rues du Bronx et vend les sorbets fabriqués par sa mère. 
Les affaires prospèrent et en 1936, entre deux livraisons, Reuben Mattus se marie à Rose Vesel qui le rejoint dans l'activité familiale. En 1961, il décide de se lancer lui-même dans l'aventure et crée une nouvelle entreprise de crèmes glacées. C'est Rose qui lui suggère le nom de la marque à consonance nordique, sans aucune signification : Häagen-Dazs, une invention purement commerciale.
À cette époque le marché de la glace devient très concurrentiel et Reuben Mattus décide de miser sur la haute qualité. Il s'occupe de la composition en mettant lui-même au point les recettes de ses glaces aux parfums originaux, dont il garantit l'origine naturelle des ingrédients. Sa femme, quant à elle, se consacre à l'aspect marketing et renforce l'image de la marque en décorant les premiers cartons d'une carte de la Scandinavie. 
En 1983, Häagen-Dazs est vendu pour 70 millions de dollars à Pillsbury, aujourd'hui propriété du groupe General Mills. Reuben Mattus décède en 1994 et sa femme Rose en 2006.